# ساسورال سيمار كا
ساسورال سيمار كا (بالهندية: ससुराल सिमर का) هو مسلسل دراما تم إنتاجه في الهند. بدأ عرضه في سنة 2011. بلغ عدد مواسم المسلسل 3 مواسم، بلغ عدد حلقاته 1933 حلقة، وتبلغ مدة الحلقة الواحدة 34 دقيقة. تم بث المسلسل لأول مرة بتاريخ 25 أبريل 2011. من بطولة كيرتي غيكواد كلكار، كريسان باريتو وفيشالي تاكر. تدور القصة حول الشقيقتين سيمار و رولي المتزوجتين من الشقيقين بريم وسيدانت.

## روابط خارجية
- ساسورال سيمار كا على موقع IMDb (الإنجليزية)
- ساسورال سيمار كا على موقع قاعدة بيانات الفيلم (الإنجليزية)